# Kurandvad Junior Branch
Kurandvad Junior était un État princier des Indes, qui se constitua en 1854 dans une partie de la Principauté de Kurandvad qui venait de se scinder en deux États. Cet État fut dirigé par la branche cadette de la famille princière de Kurandvad, d'où son nom, et il subsista jusqu'en 1948, date à laquelle il fut intégré dans l'État du Maharashtra.
Le gouvernement de la Principauté de Kurandvad Junior était partagé entre plusieurs raos qui régnaient conjointement.

## Liste des raos de Kurandvad Junior
- 1854 Harihar Rao Ier
- 1854-1860 Trimbak Rao III
- 1854-1876 Vinayak Rao Ier
- 1854-1899 Ganpat-Rao Ier
- 1876-1911 Harihar Rao II
- 1899-1931 Madhav Rao
- 1911-1932 Vinayak Rao II (1877-1932)
- 1931-1942 Ganpat Rao II (+1942)
- 1932-1934 Trimbak Rao IV (+1934)
- 1934-1948 Ganpat-Rao III (1923-2004)
- 1942-1948 Raghunath Rao III (1922-2007)